# Donald Pretty
Donald Waynne Pretty (ur. 11 czerwca 1936) – kanadyjski wioślarz, srebrny medalista olimpijski.
Wystąpił na igrzyskach olimpijskich w Melbourne w 1956, gdzie Kanadyjczycy w składzie: Philip Kueber, Richard McClure, Robert Wilson, David Helliwell, Donald Pretty, Bill McKerlich, Douglas McDonald, Lawrence West i Carlton Ogawa (sternik) zdobyli srebrny medal w ósemkach. W wyścigu finałowym o 1,9 sekundy przegrali z osadą USA, a o 2,1 sekundy pokonali Australijczyków. Na rozgrywanych osiem lat później igrzyskach olimpijskich w Tokio w tej samej konkurencji zajął dziewiąte miejsce. 
Ponadto zdobył złoty medal w ósemkach na igrzyskach Imperium Brytyjskiego i Wspólnoty Brytyjskiej w Cardiff w 1958. 
Kształcił się na Uniwersytecie Kolumbii Brytyjskiej. Po zakończeniu kariery został trenerem, prowadził między innymi reprezentację Kanady podczas igrzysk panamerykańskich w Winnipeg w 1967. 